# Trois pièces pour piano, op. 59 de Prokofiev
Pour les articles homonymes, voir Trois pièces.
Les Trois Pièces pour piano opus 59 est un cycle de pièces pour piano de Serge Prokofiev composé en 1934.

## Analyse de l'œuvre
1. Promenade (ut majeur)
2. Paysage (sol majeur)
3. Sonatine pastorale (ut majeur)